# مارتين بال
مارتين بال (26 أبريل 1970 - ) (بالإنجليزية: Martyn Ball)‏ هو لاعب كريكت بريطاني.